# Comuna Ledeanka, Krasîliv
Ledeanka (în ucraineană Ледянка) este o comună în raionul Krasîliv, regiunea Hmelnîțkîi, Ucraina, formată din satele Fedorivka, Ledeanka (reședința), Mali Puzîrkî și Trusîlivka.

## Demografie
Componența lingvistică a comunei Ledeanka
     Ucraineană (99%)
     Alte limbi (0,92%)
Conform recensământului din 2001, majoritatea populației comunei Ledeanka era vorbitoare de ucraineană (99%), existând în minoritate și vorbitori de alte limbi.